# Adoretus denticrus
Adoretus denticrus är en skalbaggsart som beskrevs av Frey 1970. Adoretus denticrus ingår i släktet Adoretus och familjen Rutelidae. Inga underarter finns listade i Catalogue of Life.